# Élie Kakou
Ne doit pas être confondu avec Élie Semoun.
Pour les articles homonymes, voir Kakou (homonymie).
Alain Élie Kakou, plus connu sous le pseudonyme d'Élie Kakou, est un comique et acteur franco-tunisien, né le 12 janvier 1960 à Nabeul (Tunisie) et mort le 10 juin 1999 à Paris 11e.

## Biographie
Alain Kakou est issu d'une famille séfarade. Son père, Joseph, est originaire d'Algérie. Il est sous-officier dans l'armée française. Sa mère, Suzy, née Valensi, vient de Nabeul et est d’origine juive italienne. Ses parents vivent encore quelques années à Nabeul où Élie Kakou naît, puis émigrent à Marseille dans le quartier des cinq avenues. Il a six frères et sœurs dont Nadine, Danièle, Brigitte, Michèle et Charles,,.
Il effectue sa scolarité au lycée Saint-Charles, à Marseille, où il côtoie Bruno Gilles.
Ayant reçu une éducation juive tant dans la cellule familiale que dans son mouvement de jeunesse, l'Hachomer Hatzaïr, il part pour Israël et effectue son service militaire.
Il fait ses premiers pas au Club Med, puis sur la petite scène du restaurant-cabaret marseillais La Payotte, fondé par le chanteur Joyeux de Cocotier et sa compagne Élisabeth Meissirel. Il suit en parallèle des études de prothésiste dentaire et obtient son diplôme. La France le découvre en 1991 dans l’émission de Télévision La Classe sur FR3.
En 1992, il débute sérieusement au théâtre parisien du Point-Virgule. Il avait repéré sa directrice, Marie-Caroline Burnat deux ans auparavant,, et participe deux fois à la soirée des Enfoirés (en 1993 et 1995), apportant à ce spectacle son humour et ses personnages fantaisistes telle l’attachée de presse, toujours prête à dire au public : « Eh ben alors… C'est un spectacle comique : faut rigoler. » Kakou est nommé aux Victoires de la musique en février 1995 dans la catégorie « meilleur humoriste ».
Ses spectacles hauts en couleur sont de grands succès : Olympia, Zénith et Cirque d'Hiver à Paris (dernier de sa carrière). Il est connu en particulier pour son personnage principal de Madame Sarfati qui est une caricature de la mère juive tunisienne.
Peu avant sa mort, il commence une carrière cinématographique, apparaissant notamment en 1997 dans le film La Vérité si je mens ! du cinéaste Thomas Gilou, dans le rôle de Rafi Styl'mode.
Il meurt à Paris le 10 juin 1999, à 39 ans, des suites d'un cancer du poumon,. Dix sept ans après sa mort, sa sœur expliquera que l'artiste cachait sa contamination au VIH pour préserver sa famille,.  
Il repose au cimetière juif des Trois-Lucs dans le 12e arrondissement de Marseille.

## Hommages et postérité
En août 1999 (soit deux mois après sa mort), sort le film d'Olivier Schatzky, Monsieur Naphtali, dans lequel Élie Kakou tient le rôle principal.
Thomas Gilou lui  dédie son film La vérité si je mens ! 2, sorti en 2001, en hommage au rôle de Rafi Styl'mode qu'Élie Kakou tient dans le film.
En 2006, Sandrine Alexi livre une imitation hommage de l'humoriste dans son spectacle Prise de têtes. Le personnage descend du ciel pour livrer un ultime message aux spectateurs. En 2010, la chanteuse Liane Foly lui rend un hommage en l'imitant à son tour dans un des pot-pourri, en reprenant la fameuse phrase de l’attachée de presse.
Sa sœur, et ancienne costumière, Brigitte Kakou, dirige l’association Les Enfants d'Élie, qui a pour but de permettre à des enfants défavorisés de partir en vacances. Elle a également publié une biographie de l'humoriste, Élie, mon frère, dont les bénéfices sont reversés à l'association.
Le 10 juin 2019, a lieu au Cirque d'Hiver à Paris un spectacle en hommage à Élie Kakou, intitulé Élie Kakou, eh ben alors... 20 ans déjà, avec un grand nombre de personnalités : Kev Adams, Gad Elmaleh, Jeanfi Janssens, Michel Drucker, Patrick Bruel, Ary Abittan, Enrico Macias, Chantal Ladesou, Anne Roumanoff, Éric Antoine, Mimie Mathy, Marianne James, Vincent Niclo, Michel Boujenah, Jarry, Les Chevaliers du Fiel, Liane Foly, Pierre Palmade, Alex Vizorek, Raphaël Mezrahi, Bilal Hassani, Kamel Ouali, Redha, Jean-Paul Gaultier, Alex Ramirès, Tom Villa, etc. Le spectacle est diffusé en première partie de soirée sur France 3 le 14 juin 2019. La réalisation est confiée à Serge Khalfon et Léa Coyecques.
À l'occasion du vingtième anniversaire de sa mort, une plaque commémorative est posée le 10 septembre 2019 au 20, rue Lacépède à Marseille (4e arrondissement), quartier des Cinq-Avenues.
Le 5 décembre 2016, à la demande du Comité du Vieux-Marseille, la ville de Marseille attribue le nom d'Élie Kakou à une rue du XVIe arrondissement.

## Filmographie
- 1997 : La Vérité si je mens ! de Thomas Gilou
- 1998 : Les Kidnappeurs de Graham Guit
- 1999 : Prison à domicile de Christophe Jacrot
- 1999 : Monsieur Naphtali d'Olivier Schatzky

## Discographie
- 1997 : album Musiks (!) comportant 11 titres[18],[19],[20],[21].

### Liste des titres
| Nº | Titre         | Durée |
| -- | ------------- | ----- |
| 1  | Intro         | 1:23  |
| 2  | El jedato     | 3:45  |
| 3  | Sik oriental  | 2:58  |
| 4  | Yaourt fraise | 3:12  |
| 5  | Emboucane     | 2:46  |
| 6  | Family        | 3:04  |
| 7  | Nejma         | 2:37  |
| 8  | Balena        | 2:55  |
| 9  | Kakoudance    | 2:39  |
| 10 | Indian Dance  | 3:10  |
| 11 | Kakoumania    | 3:21  |